# Kishō Yano
Kishō Yano (矢野 貴章 Yano Kishō?, Hamamatsu, Shizuoka, 5 de abril de 1984) es un futbolista japonés, actualmente juega en el Nagoya Grampus.

## Selección nacional
Ha sido internacional con la Selección de fútbol de Japón donde, hasta ahora, ha jugado 19 partidos internacionales por dicho seleccionado. Incluso participó con su selección en la Copa Mundial de Fútbol de 2010.

## Clubes
| Club            | País     | Año           |
| --------------- | -------- | ------------- |
| Kashiwa Reysol  | Japón    | 2003 - 2005   |
| Albirex Niigata | Japón    | 2006-2010     |
| Freiburg        | Alemania | 2010-2011     |
| Albirex Niigata | Japón    | 2012          |
| Nagoya Grampus  | Japón    | 2013-presente |